# 김석윤
김석윤(1964년 9월 27일 ~ )는 대한민국의 드라마 연출가이다.

## 경력
- 2011.5   JTBC 프로듀서
- 2011.8   JTBC 예능1CP
- 2014.12  JTBC 제작기획국장
- 2015.12~2018.11 JTBC 제작1국장
- 2018.11  JTBC 드라마본부장
- 2019.12~ JTBC 콘텐트허브 제작부문장

## 드라마
- 2016년  JTBC 금토 미니시리즈  《이번 주 아내가 바람을 핍니다》 ... 연출
- 2019년  JTBC 월화 미니시리즈  《눈이 부시게》 ... 연출
- 2021년  JTBC 수목 미니시리즈  《로스쿨》 ... 연출
- 2022년  JTBC 토일 미니시리즈  《나의 해방일지》 ... 연출
- 2023년  JTBC 미니시리즈 《힙(HIP)하게》 ... 공동연출

## 시트콤
- 2000년 ~ 2001년 KBS2 일일시트콤 《멋진친구들》 ... 공동연출
- 2003년 ~ 2004년  KBS2 일일시트콤 《달려라 울엄마》 ... 공동연출
- 2004년 ~ 2005년  KBS2 일일시트콤 《올드미스 다이어리》 ... 공동연출
- 2011년 ~ 2012년  JTBC 일일시트콤 《청담동 살아요》 ... 연출
- 2015년 ~ 2016년  JTBC 일일시트콤 《청담동 살아요 리부트》 ... 연출

## 영화
- 2007년  영화  《올드미스 다이어리》 ... 감독
- 2011년  영화  《조선명탐정：각시투구꽃의 비밀》 ... 감독
- 2015년  영화  《조선명탐정: 사라진 놉의 딸》 ... 감독
- 2018년  영화  《조선명탐정: 흡혈괴마의 비밀》 ... 감독

## 예능
- 2002년 ~ 2008년  KBS2 심야예능프로그램 《윤도현의 러브 레터》
- 2012년 ~ 2013년  JTBC 예능프로그램  《신화방송》
- 2012년 ~ 2013년  JTBC 예능프로그램  《패티김 쇼》 ... 책임프로듀서
- 2012년 ~ 2013년  JTBC 예능프로그램  《미라클 코리아》
- 2012년 ~ 2013년  JTBC 예능프로그램  《神의 한 수》
- 2013년  JTBC 예능프로그램  《시트콩 로얄빌라》
- 2013년 ~ 2014년  JTBC 예능프로그램  《대단한 시집》
- 2013년 ~ 2014년  JTBC 예능프로그램  《신화방송:신화가 찾은 작은 신화》 ... 책임프로듀서

## 교양
- 2011년 ~ 2012년  《퀴즈 쇼 아이돌 시사회》

## 수상 및 후보
| 연도 | 시상식              | 부문                 | 작품          | 결과 |
| ---- | ------------------- | -------------------- | ------------- | ---- |
| 2023 | 제59회 백상예술대상 | TV부문 드라마 작품상 | 나의 해방일지 | 미정 |
| 2023 | 제59회 백상예술대상 | TV부문 연출상        | 나의 해방일지 | 미정 |